# Lista de Faróis dos Estados Unidos

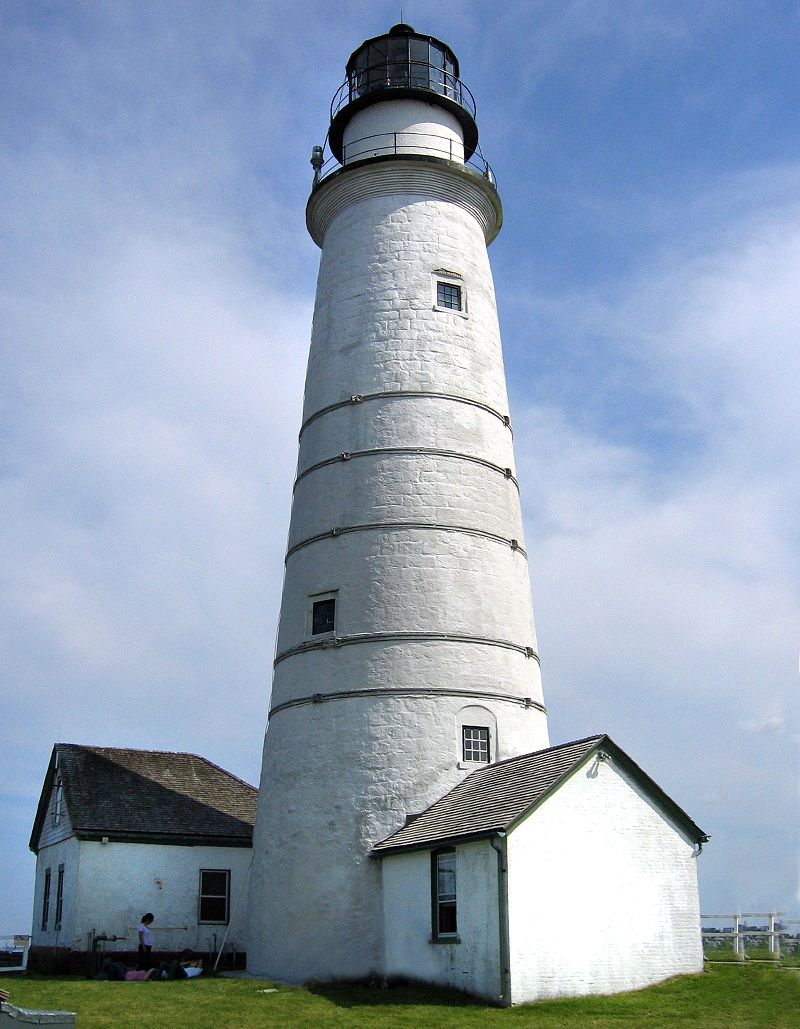
Farol de Boston, o farol mais antigo e a segunda estrutura de farol mais antiga dos EUA

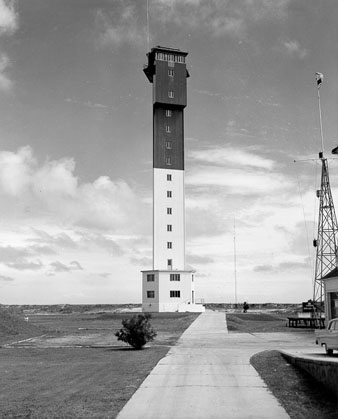
Farol de Charleston, o último farol tripulado construído em terra nos Estados Unidos

Esta é uma lista de faróis nos Estados Unidos. Os Estados Unidos tiveram aproximadamente mil faróis, bem como torres de luz, luzes de faróis de pequeno alcance e luzes de cais. Michigan tem mais luzes de qualquer estado com mais de 150 luzes passadas e presentes. Os faróis que estão em antigos territórios dos EUA não estão listados aqui.
A maioria das faróis nos Estados Unidos foi construída e mantida pela Guarda Costeira (desde 1939) e seus antecessores, o United States Lighthouse Service (1910–1939) e o United States Lighthouse Board (1852–1910). Antes que o Conselho do Faróis fosse estabelecido, os coletores locais de costumes eram responsáveis pelos faróis sob Stephen Pleasonton . À medida que sua importância para a navegação diminuiu e o interesse público por eles aumentou, a Guarda Costeira vem entregando a propriedade e, em alguns casos, a responsabilidade de gerenciá-los a outras partes, sendo o chefe deles o Serviço Nacional de Parques sob a Lei de preservação Nacional do Farol Histórico de 2000.
- Nota: Clique no estado de sua escolha nas tabelas abaixo para vinculá-lo aos faróis desse estado.

## Nova Inglaterra

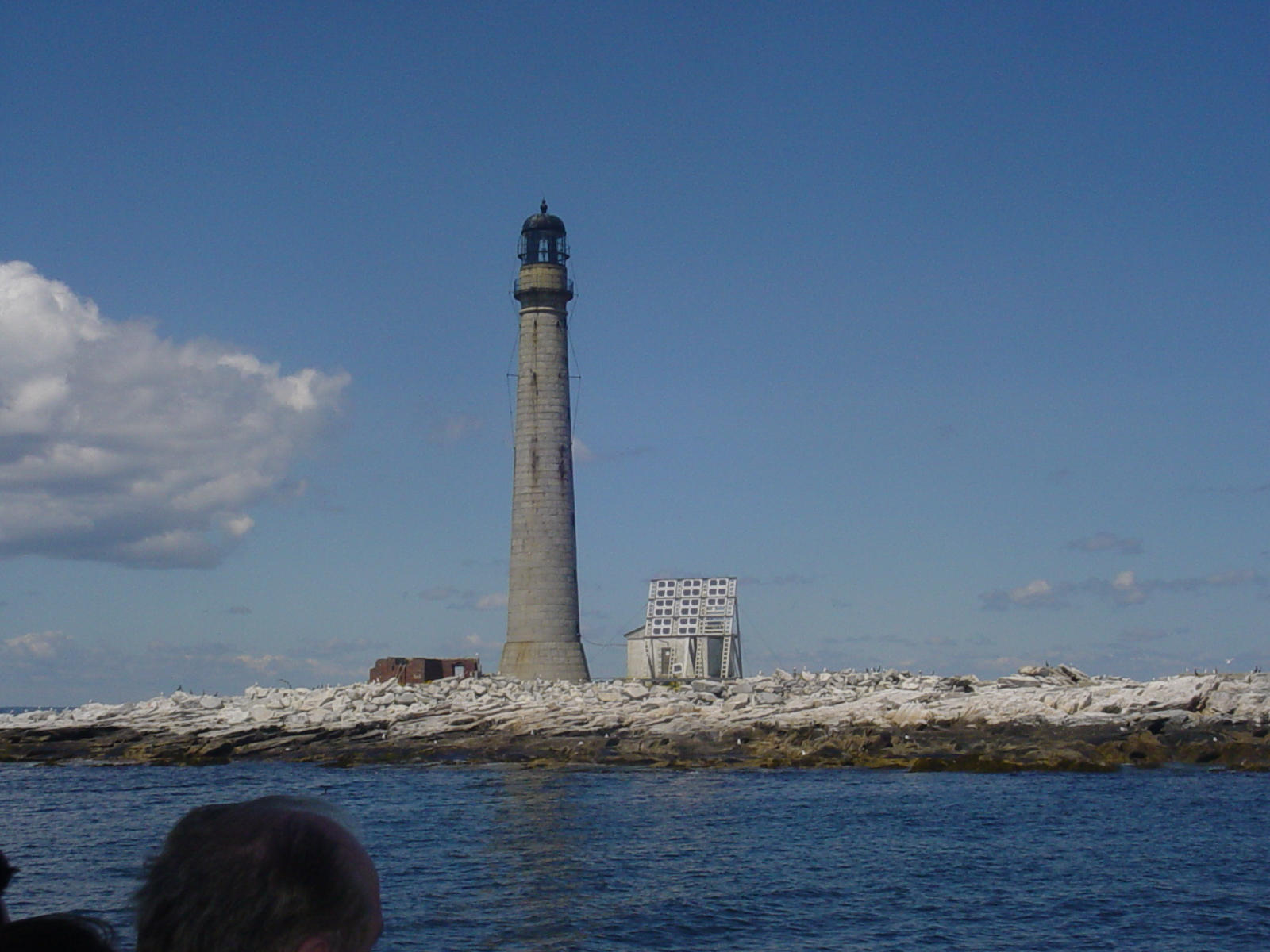
O Farol da Ilha de Boon no Maine é o mais alto da Nova Inglaterra.

| Estado         | Mais alto ( H )                           | Mais curto (H)                            | Mais antigo (atualmente em pé)      |
| -------------- | ----------------------------------------- | ----------------------------------------- | ----------------------------------- |
| Maine          | Boon Island Light (en) 41 m (133 ft)      | Pond Island Light (en) 6.1 m (20 ft)      | Portland Head Light (en) (1791)     |
| Massachusetts  | Cape Ann Light Station (en) 38 m (124 ft) | DisputadoA                                | Boston Light (en) (1783)            |
| Nova Hampshire | Isles of Shoals Light (en) 18 m (58 ft)   | Portsmouth Harbor Light (en) 15 m (48 ft) | Farol das Ilhas de Shoals (1859)    |
| Rhode Island   | Sakonnet Light (en) 20 m (66 ft)          | Ida Lewis Light (en) 4.0 m (13 ft)        | Poplar Point Light (en) (1831)      |
| Connecticut    | New London Harbor Light (en) 27 m (89 ft) | Mystic Seaport Light (en) 7.6 m (25 ft)   | Farol do Porto de New London (1801) |
| Vermont        | Windmill Point Light (en) 12 m (40 ft)    | Farol do Ponto Whipple 4.0 m (13 ft)      | Juniper Island Light (en) (1846)    |

### Nova Hampshire
O estado de New Hampshire tem apenas dois faróis, ambos localizados ao longo da costa atlântica.
| Nome                         | Imagem | Localização          | Coordenadas                  | Primeiro ano aceso | Automatizado | Ano desativado | Lente atual           | Altura focal |
| ---------------------------- | ------ | -------------------- | ---------------------------- | ------------------ | ------------ | -------------- | --------------------- | ------------ |
| Isles of Shoals Light (en)   |        | Isles of Shoals (en) | 42° 58′ 02″ N, 70° 37′ 23″ O | 1859               | 1987         | Ativo          | Unidade de LED VLB-44 | 25 m (82 ft) |
| Portsmouth Harbor Light (en) |        | New Castle (en)      | 43° 04′ 15″ N, 70° 42′ 30″ O | 1878               | 1960         | Ativo          | Quarta ordem Fresnel  | 15 m (48 ft) |

### Vermont
- Nota: Todas as entradas aqui mostram o status da torre atual; mais detalhes podem ser encontrados nos artigos do farol.

| Nome                              | Image | Local            | Coordenadas                      | Ano primeira luz               | Automatizado   | Ano desativado             | Lente atual  | Altura focal  |
| --------------------------------- | ----- | ---------------- | -------------------------------- | ------------------------------ | -------------- | -------------------------- | ------------ | ------------- |
| Burlington Breakwater Lights (en) |       | Burlington       | 44° 28′ 50″ N, 73° 13′ 47,2″ O   | 1857 (Original) 2003 (current) | 2003 (Replica) | Ativo                      | Desconhecido | 11 m (35 ft)  |
| Burlington Breakwater Lights (en) |       | Burlington       | 44° 28′ 12,1″ N, 73° 13′ 32,4″ O | 1857 (Original) 2003 (current) | 2003 (Replica) | Ativo                      | Desconhecido | 3.7 m (12 ft) |
| Colchester Reef Light (en)        |       | Shelburne        | 44° 22′ 31″ N, 73° 13′ 53″ O     | 1871                           | Nunca          | 1933                       | Nenhum       | 11 m (35 ft)  |
| Isle La Motte Light (en)          |       | Isle La Motte    | 44° 54′ 23″ N, 73° 20′ 37″ O     | 1856 (Original) 1881 (current) | Desconhecido   | Desconhecido               | 300mm        | 7.6 m (25 ft) |
| Juniper Island Light (en)         | —     | South Burlington | 44° 27′ 00″ N, 73° 16′ 35″ O     | 1826 (Original) 1846 (current) | Nunca          | 1954                       | Nenhum       | 7.6 m (25 ft) |
| Farol de Maxfield Point           | —     | Orleans          | Desconhecido                     | 1879                           | Desconhecido   | Desconhecido               | Nenhum       | 12 m (40 ft)  |
| Newport Wharf Light               | —     | Orleans          | Desconhecido                     | 1879                           | Desconhecido   | Desconhecido               | Nenhum       | 11 m (37 ft)  |
| Windmill Point Light (en)         | —     | Isle La Motte    | 44° 58′ 54″ N, 73° 20′ 30″ O     | 1830 (Original) 1858 (atul)    | Desconhecido   | Ativo (Inativo: 1931–2002) | 300 mm       | 12 m (40 ft)  |
| Farol de Whipple Point            | —     | Orleans          | Desconhecido                     | 1879                           | Desconhecido   | 1906                       | Nenhum       | 7.6 m (25 ft) |

### Médio Atlântico

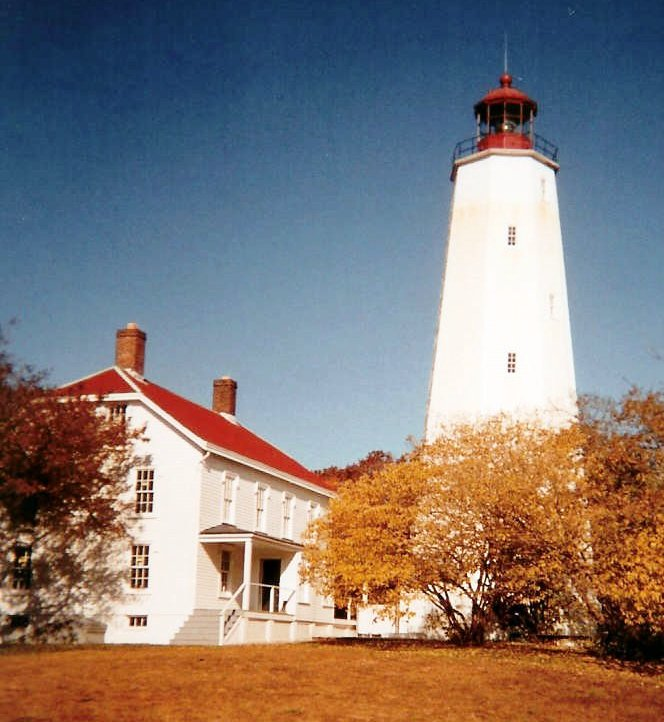
O Farol de Sandy Hook é o mais antigo ainda de pé nos Estados Unidos.

| Estado      | Mais alto ( H )                         | Mais curto (H)                            | Mais antigo (atualmente em pé) |
| ----------- | --------------------------------------- | ----------------------------------------- | ------------------------------ |
| Nova Iorque | Farol da Ilha do Fogo 51 m (168 ft) B   | Farol do Cabo Vincente 4.6 m (15 ft)      | Farol de Montauk Point (1797)  |
| Nova Jérsia | Farol de Absecon 52 m (171 ft)          | Farol de Ludlam's Beach 11 m (36 ft)      | Farol de Sandy Hook (1764)     |
| Pensilvânia | Farol da Ilha Presque 21 m (68 ft)      | Farol da Pedra da Tartaruga 9.1 m (30 ft) | Farol do Porto de Erie (1857)  |
| Delaware    | Farol Traseiro Liston 37 m (120 ft)     | Farol da Ilha Cereja 11 m (35 ft)         | Farol da Ilha Fenwick (1858)   |
| Maryland    | LRR do Canal de Craighill 32 m (105 ft) | URF do Canal Craighill 4.6 m (15 ft)      | Farol da Ilha de Pooles (1825) |

## Centro Oeste

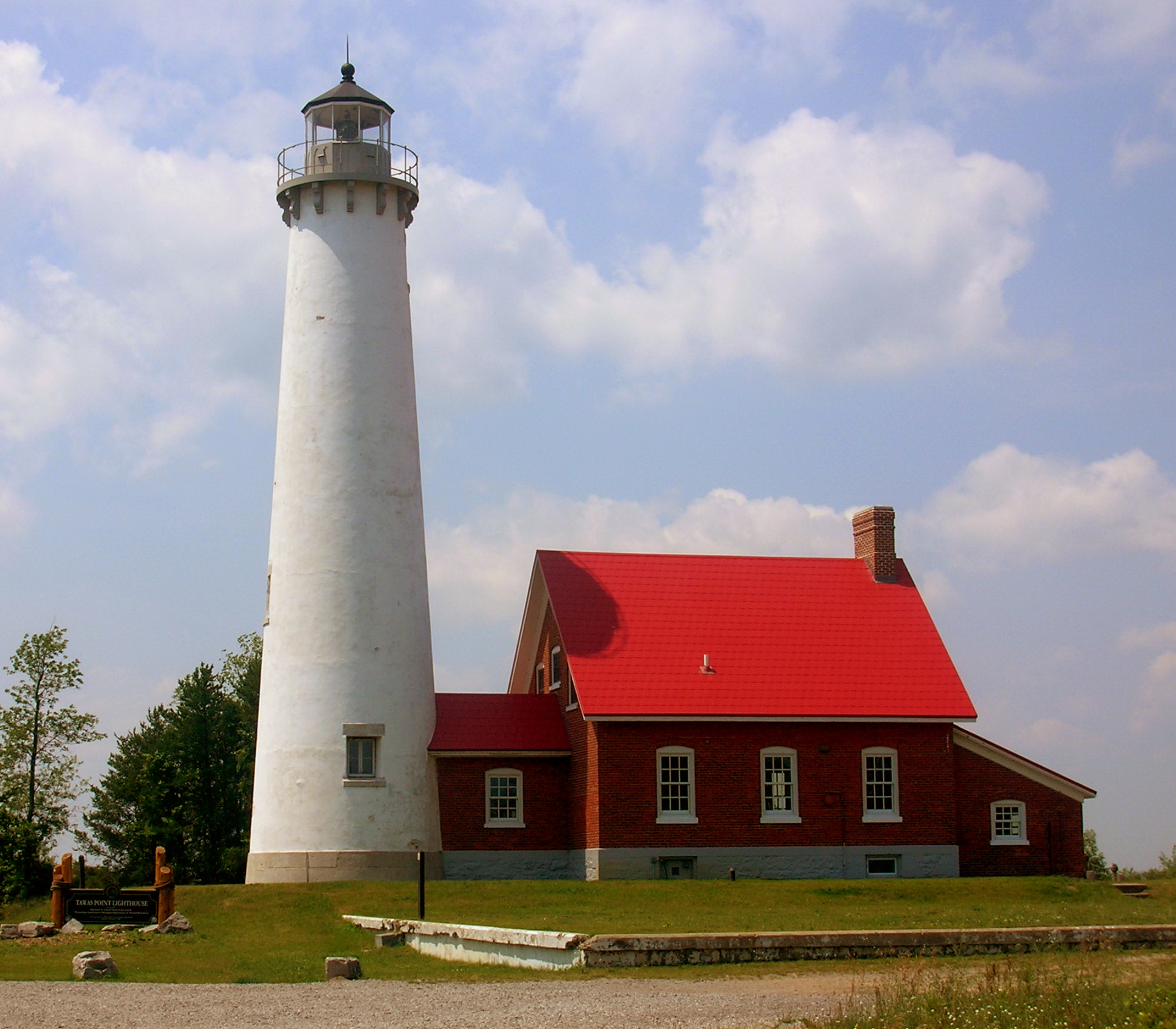
Michigan tem mais faróis (ainda de pé) do que qualquer outro estado com mais de 120 listados. Incluindo o farol histórico, foram construídos 150. (Farol de Tawas Point mostrado aqui)

| Estado    | Mais alto ( H )                             | Mais curto (H)                          | Mais antigo (atualmente em pé)           |
| --------- | ------------------------------------------- | --------------------------------------- | ---------------------------------------- |
| Illinois  | Farol do Ponto Grosse 34 m (113 ft)         | Farol do Porto de Waukegan 11 m (35 ft) | Farol de Grosse Point (1873)             |
| Indiana   | Farol do quebra-mar Buffington 17 m (55 ft) | Farol do quebra-mar Gary 9.1 m (30 ft)  | Farol da Cidade Velha de Michigan (1858) |
| Michigan  | Farol do White Shoal 37 m (121 ft)          | Luz de berço Cheboygan 7.6 m (25 ft)    | Farol do Forte Gratiot (1825)            |
| Minnesota | Duluth South Breakwater IL 21 m (70 ft)     | Grand Marais Light 10 m (34 ft)         | Farol dos Dois Portos (1892) C           |
| Nebraska  | Farol Linoma 30 m (100 ft)                  | Farol do Lago Minatare 17 m (55 ft)     | —                                        |
| Ohio      | Farol de Northwood 49 m (161 ft)            | Farol do Porto Clinton 6.1 m (20 ft)    | Farol de Marblehead (1821)               |
| Wisconsin | Farol de Rawley Point 34 m (111 ft)         | Baileys Harbour Front RL 6.4 m (21 ft)  | Luz do porto de Baileys (1853) D         |

### Nebraska
O estado de Nebraska tem pelo menos dois faróis falsos que foram acesos pela primeira vez em 1939. Não há evidências de que ambos tenham sido usados para fins de navegação, pois o estado não possui grandes massas de água que exigiriam a necessidade. O Farol de Linoma está localizado em uma área de recreação de propriedade privada que foi desenvolvida em torno de um lago artificial, enquanto o Farol do Lago Minatare foi "construído para simular um farol". Também digno de nota é um farol falso chamado Rock Garden Lighthouse (não listado abaixo), localizado em Kearney .
| Nome                   | Imagem | Localização | Coordenadas | Primeiro ano aceso | Automatizado | Ano desativado | Lente atual | Altura        |
| ---------------------- | ------ | ----------- | ----------- | ------------------ | ------------ | -------------- | ----------- | ------------- |
| Farol de Linoma        |        | Gretna      |             | 1939               | Sempre       | Ativo          | Decorativo  | 30 m (100 ft) |
| Farol do Lago Minatare |        | Scottsbluff |             | 1939               | Sempre       | Ativo          | Decorativo  | 17 m (55 ft)  |

## Territórios dos Estados Unidos

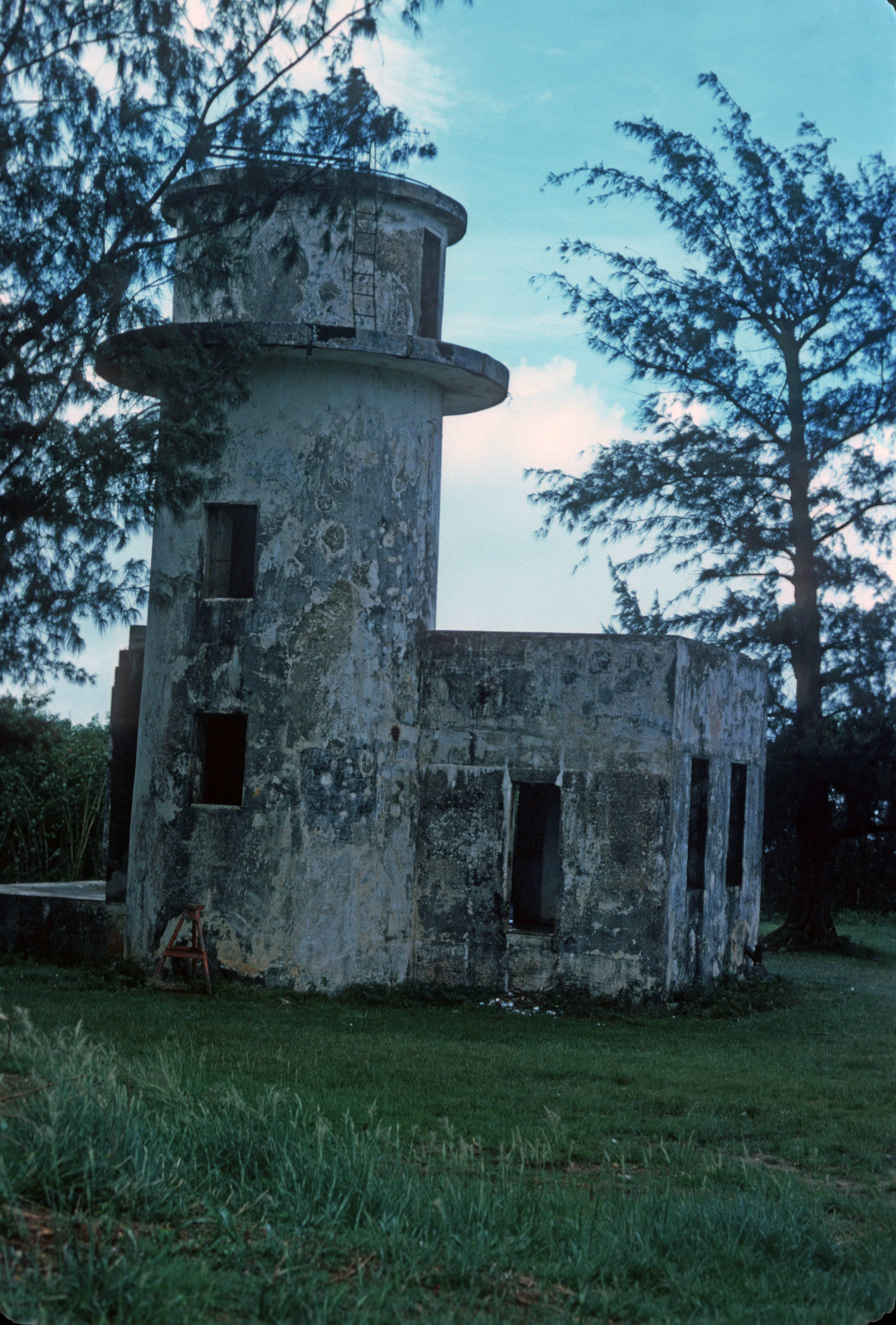
Farol de Garapan no Saipã, um dos dois únicos faróis remanescentes construídos durante a ocupação japonesa

## Pacífico (estados)

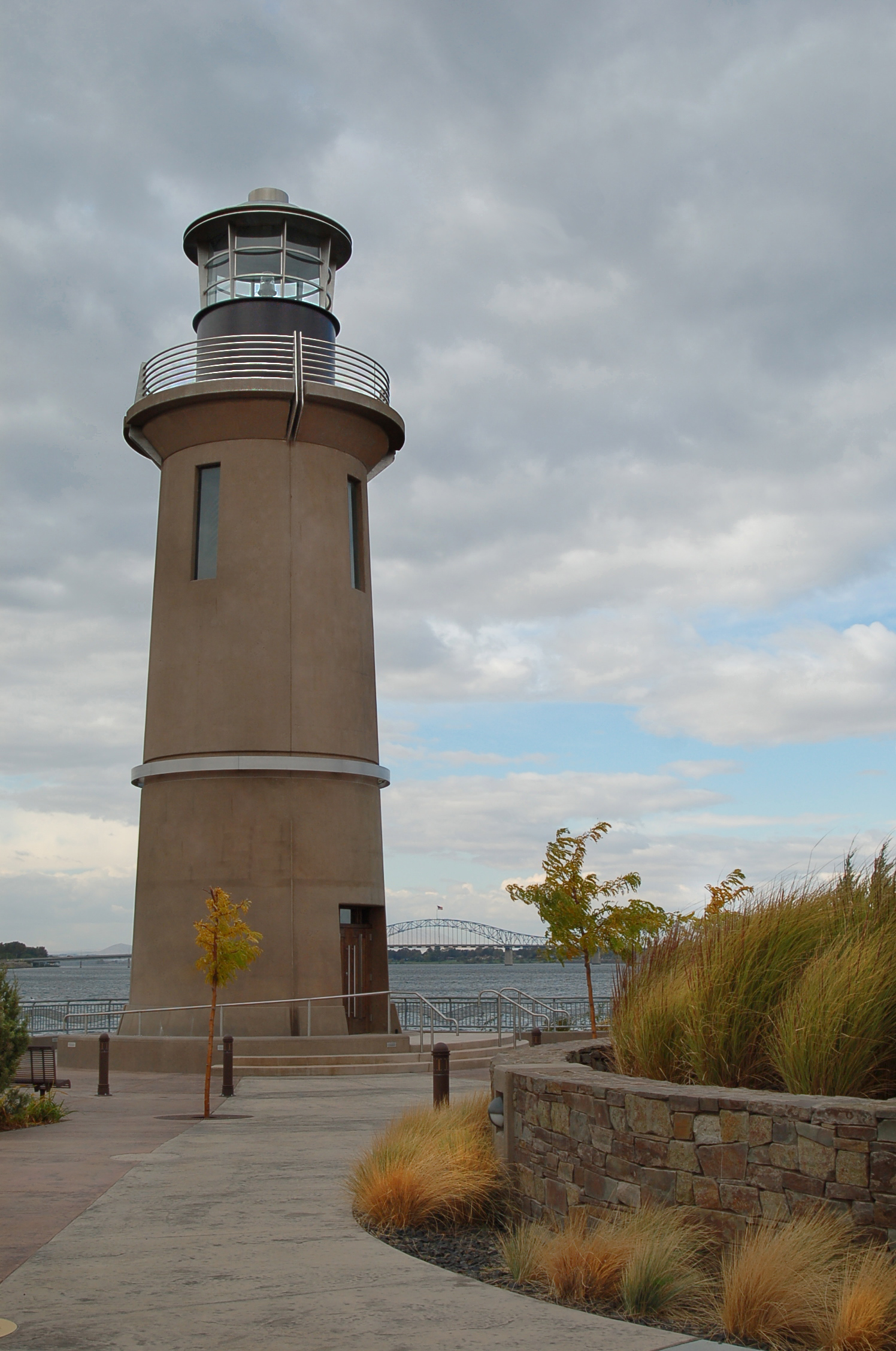
Clover Island Lighthouse (construído em 2010), em Washington é o primeiro a ser construído nos Estados Unidos desde 1962.

| Estado     | Mais alto ( H )                                    | Mais curto (H)                         | Mais antigo (atualmente em pé)  |
| ---------- | -------------------------------------------------- | -------------------------------------- | ------------------------------- |
| Alasca     | Luz de Decisão do Cabo 23 m (75 ft)                | Farol do Ponto Sherman 6.1 m (20 ft) E | Farol da Pedra Ancestral (1906) |
| Washington | Grays Harbor Light 33 m (107 ft)                   | Farol de Ponto de Virada 6.1 m (20 ft) | Cabo da Decepção (1856)         |
| Óregão     | Farol Yaquina 28 m (93 ft)                         | Farol da Rocha Guerreiro 7.6 m (25 ft) | Farol de Cabo Branco (1870)     |
| Califórnia | Farol de Pombo Farol de Arena Point 35 m (115 ft)F | Farol do Lime Point 6.1 m (20 ft)      | Farol de Pinos Point (1855)     |
| Havaí      | Farol de Moloka'i 42 m (138 ft)                    | Farol de Ponto Kuki'i 6.7 m (22 ft)    | Farol de Moloka'i (1909) G      |

## Sul

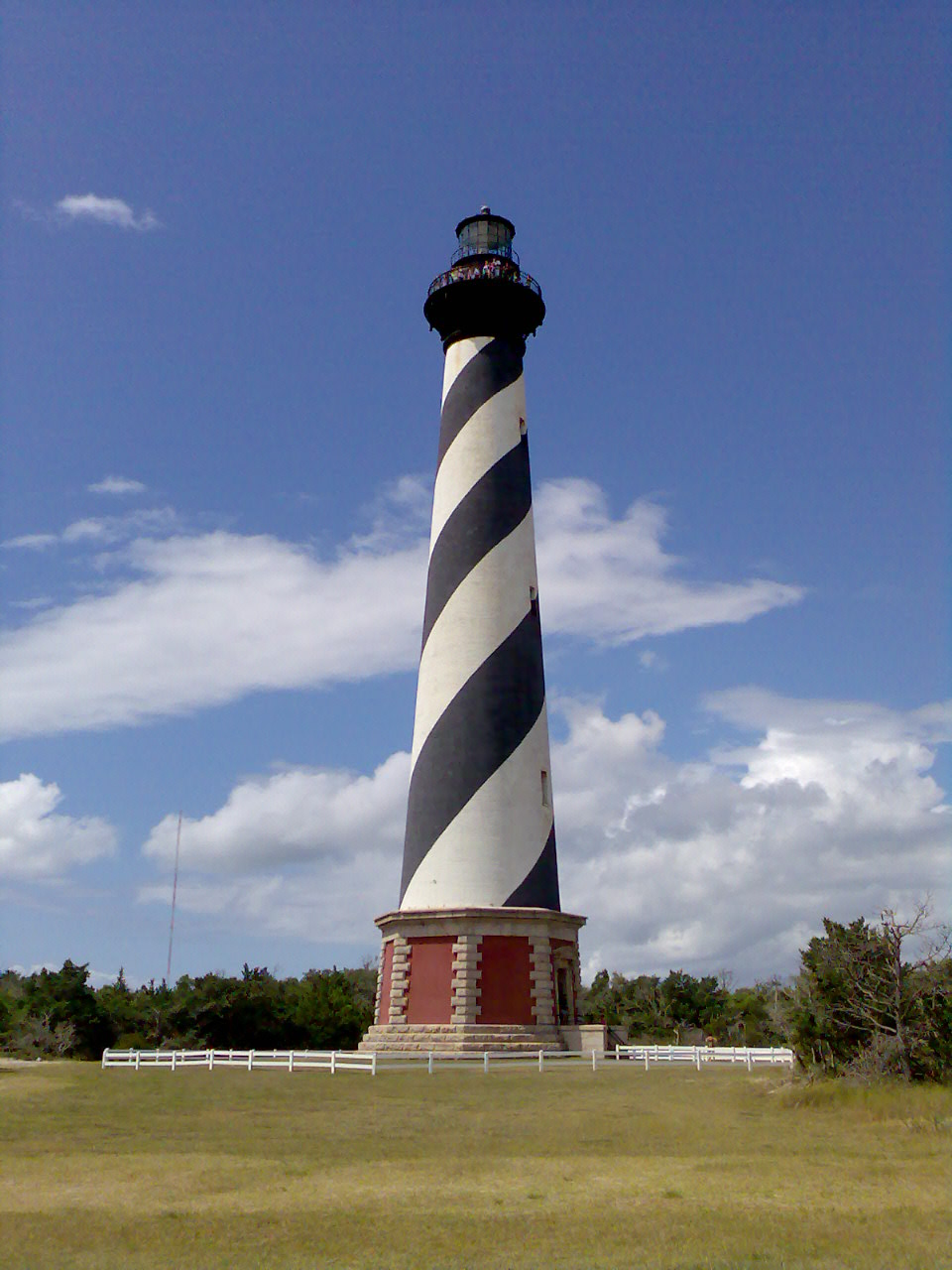
O farol mais alto da América, Cape Hatteras Light, localizado nos Outer Banks da Carolina do Norte

| Estado            | Mais alto ( H )                       | Mais curto (H)                              | Mais antigo (atualmente em pé)       |
| ----------------- | ------------------------------------- | ------------------------------------------- | ------------------------------------ |
| Alabama           | Farol da Ilha de Areia 40 m (131 ft)  | Farol da Baía do Meio 16 m (54 ft)          | Farol da Ilha de Areia (1873)        |
| Flórida           | Farol de Ponce de Leon 53 m (175 ft)  | Farol de Chave de Cedro 7.0 m (23 ft)       | Farol de Amelia Island (1838)        |
| Geórgia           | Farol da Ilha Tybee 44 m (145 ft)     | Farol da Ilha Cockspur 14 m (46 ft)         | Farol da Ilha de Sapelo (1820)       |
| Luisiana          | Desconhecido                          | Desconhecido                                | Farol do Novo Cana (1839 )           |
| Mississipi        | Farol de Biloxi 19 m (61 ft)          | Empatado 9.1 m (30 ft) I                    | Farol de Biloxi (1848)               |
| Carolina do Norte | Farol do Cabo Hatteras 64 m (210 ft)  | —                                           | Farol de Bald Head (1817)            |
| Carolina do Sul   | Farol da Ilha Morris 49 m (161 ft)    | Haig Point FR Light 5.5 m (18 ft)           | Farol do Cabo Romain (antigo) (1827) |
| Texas             | Farol Bolívar de Pontos 35 m (116 ft) | —                                           | Farol do Ponto Isabel (1852)         |
| Virgínia          | Farol do Cabo Charles 58 m (191 ft)   | Farol de cardumes de águas profundas (1855) | Farol do Cabo Henry (1792)           |

## Ilhas Menores Distantes dos Estados Unidos
Esta tabela lista os faróis que estão em áreas insulares dos Estados Unidos. Todas as ilhas listadas abaixo são desabitadas e não foram anteriormente incorporadas ao país.
| Nome                                           | Imagem | Localização  | Coordenadas  | Primeiro ano aceso | Automatizado | Ano desativado | Lente atual  | Altura        |
| ---------------------------------------------- | ------ | ------------ | ------------ | ------------------ | ------------ | -------------- | ------------ | ------------- |
| Farol da Ilha Baker                            |        | Ilha Baker   |              | 1935               | Nunca        | 1942           | Nenhum       | 4.9 m (16 ft) |
| Farol da Ilha Howland (aka: Farol de Earhart ) |        | Ilha Howland |              | 1937               | Nunca        | 1942           | Nenhum       | 6.1 m (20 ft) |
| Farol da Ilha Jarvis                           |        | Ilha Jarvis  |              | 1935               | Nunca        | 1945           | Nenhum       | 4.9 m (16 ft) |
| Farol da Ilha de Navassa                       |        | Ilha Navassa |              | 1917               | 1929         | 1996           | Nenhum       | 49 m (161 ft) |
| Farol de viação da ilha de areia               | —      | Atol Midway  | Desconhecido | Desconhecido       | Ativo        | Desconhecido   | 14 m (46 ft) |               |
| Farol de aviação da Ilha Wake                  | —      | Ilha Wake    | Desconhecido | Desconhecido       | Ativo        | Desconhecido   | 16 m (52 ft) |               |

### Geral
- Lighthouses in the National Park System
- Light List, Volumes 1-7 (em inglês). [S.l.]: Guarda Costeira dos Estados Unidos
- Lighthouse Friends
- Rowlett, Russ. «The Lighthouse Directory». Universidade da Carolina do Norte em Chapel Hill (em inglês) a comprehensive international listing maintained by Russ Rowlett
- Inventory of Historic Light Stations from the National Park Service
- Interactive map of lighthouses all over the country
- Lighthouses in the National Park System
- Amateur Radio Lighthouse Society (ARLHS) U.S. LIGHTHOUSES BY STATE
- Lighthouses: An Administrative History
- Historical Landmarks - United States Lighthouses

### Grandes Lagos
- Wisconsin Historical Society, antique photographs of Wisconsin lighthouses
- Terry Pepper on lighthouses of the Western Great Lakes
- Bibliography on Michigan and other lighthouses
- A more comprehensive (and interactive with geographic locations) listing of Michigan lighthouses and museums, complete with pictures and descriptions
- Detroit News, interactive map on Michigan lighthouses
- Map of Michigan Lighthouse in PDF format
- Wagner, John L. Beacons Shining in the Night, Michigan Lighthouse Bibliography, Chronology, History, Keepers Lives, and Photographs, Clarke Historical Library, Central, Michigan University